# Desangre

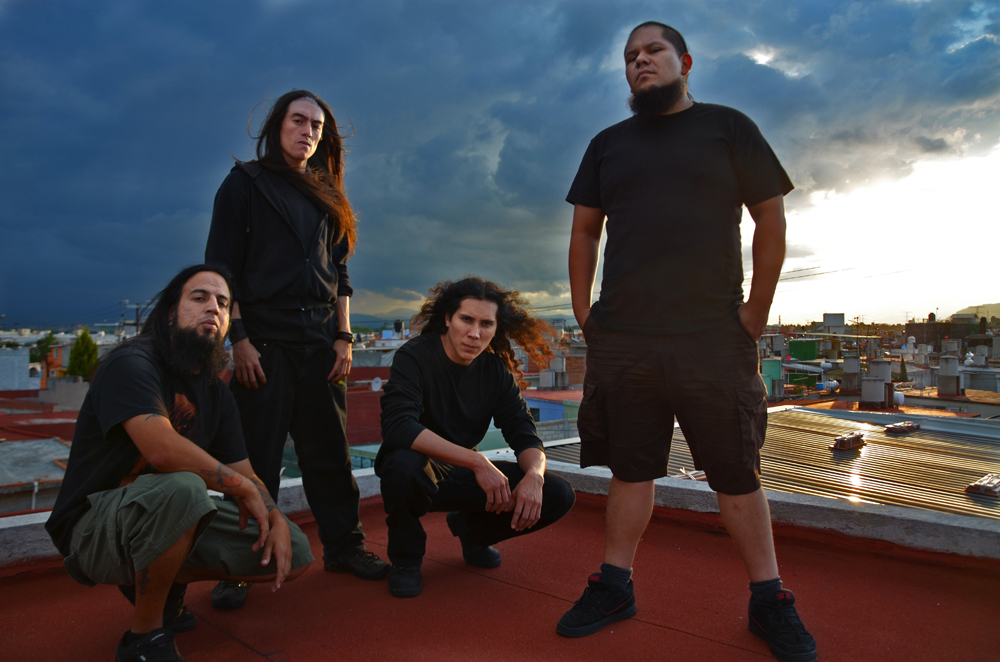
Desangre.

Desangre es un grupo mexicano de metal formado en 2006.

## Biografía
La banda Desangre fue fundada en 2006 por el guitarrista Athal (Alberto Rosas) y actualmente han editado dos álbumes en estudio y un ep así como también han publicado 3 videoclips oficiales: Destripador(2008), Pelacaras(2012) y Resurrección.

### Inicios
Desangre fue fundada en 2006 por Athal (Alberto  Rosas - guitarra) como un proyecto de metal experimental. 
Más tarde en ese año José Manuel Aldabe  (batería) se une a la banda haciendo de Desangre un dueto de guitarra y batería.  Inicialmente Desangre fue pensando como proyecto exclusivo de batería y guitarra pero posteriormente la evolución de composición de la banda exigió incluir bajo y voz.
En 2007 la banda une como miembro a Osvaldo Rodríguez en el bajo e incorporando posteriormente en 2008 a Alka (Carlos Díaz) en las voces y el arte de la banda. 
Desangre con la nueva alineación y ya consolidado como una banda en 2008, se dio a la tarea de componer canciones de metal extremo, manteniendo su influencia sobre géneros como lo son el Death metal, Thrash metal, Grindcore y Brutal death metal e incluyendo letras fuertes estrictamente en español basadas en hechos de la vida real así como también en experiencias personales de cada uno de los miembros del grupo, plasmando la crudeza que tiene la realidad dentro de la visión personal de cada uno de los integrantes, utilizando un tono sarcástico sádico y manejando un lenguaje coloquial descrito por la banda como más al estilo de “como somos los mexicanos”, consolidando así su estilo técnico-musical y lírico-conceptual.

### Solo Carnicería (2008)
Desangre lanzó su primera producción discográfica en abril de 2008 titulada Solo Carnicería que contiene 18 tracks entre ellos Machacahuevos, Destripador, Nuestra Propia Mierda, Zorra Santurrona, etc. y al cual lo acompaña la realización del primer videoclip oficial de la banda llamado Destripador grabado en el Tianguis Cultural del Chopo.
A principios del 2011 Desangre dejó de presentarse en vivo permaneciendo inactivo hasta agosto de 2012.

### ¿Eres Humano o Eres Basura? (2012)
En septiembre de 2012 Desangre regresa a los escenarios y lanza su EP llamado ¿Eres Humano o Eres Basura? el cual contiene canciones como Abominable, Larvas, Pelacaras, R.I.P., etc. con el cual marcan su regreso, donde experimentan con nuevos estilos de composición y editan su segundo videoclip oficial de la canción Pelacaras.

### Resurrección (2013)
Desangre en septiembre de 2013 termina la producción de su más reciente material titulado Resurrección el cual contiene canciones como Escoria Humana, Sepultado Antes de Morir, R.E.V., Resurrección, Prisión de Carne, Versus, Supremacía, etc. y lanzan su tercer videoclip oficial de la canción que le da nombre al disco Resurrección. 
En esta nueva producción Desangre consolida un estilo de composición musical más agresivo y letrísticamente utiliza un lenguaje más metafórico e introspectivo pero sin dejar de lado el sentido real que lo caracteriza. 

## Apariciones en medios y presentaciones
Desangre ha aparecido en la revista Sick Drummer Brutal Beatings Volume XIV, Spain Death Metal España, Revista TC Undergrowth, Spirit of Metal España, Radio y Tv Mexiquense, Tv Prisma XXI, etc. y ha realizado varias presentaciones en vivo a lo largo de la República Mexicana compartiendo escenario con bandas como Hate (Polonia), Rapture (México), Xiat, Balam Akab, Surgery (México).

## Integrantes
- Alberto Rosas " El Apache" o Athal - Guitarras
- Carlos Alberto Díaz Ayala Alka - Voz

```
*John Bernal- Bajo
*José Manuel Aldape - Batería
```

## Discografía

### Álbumes de estudio
- Solo Carnicería (2008)
- Resurrección (2013)

### Ep
- ¿Eres Humano o Eres Basura? (2012)

## Videografía
- Destripador (2008) http://www.youtube.com/watch?v=jC4TiYs0ZAw

- Pelacaras (2012) http://www.youtube.com/watch?v=xHhNZ5XXXO0

- Resurrección (2013) http://www.youtube.com/watch?v=BkAnbTiKxXw